# (9058) 1992 JB
1992 جاي بي (ويعرف أيضًا باسم (9058) 1992 جاي بي وفق تسمية الكوكب الصغير) (بالإنجليزية: 1992 JB)‏ هو كويكب ضمن حزام الكويكبات؛ وترتيبه 9058 من حيث الاكتشاف.
اكتُشف هذا الجُرم الفلكي بواسطة Jeff T. Alu ‏ في 1 مايو 1992.

## وصلات خارجية
- (9058) 1992 JB في قاعدة بيانات مختبر الدفع النفاث لأجرام النظام الشمسي الصغيرة

- الاكتشاف · مخطط المدار ·  العناصر المدارية · المعلمات المادية

- (9058) 1992 JB على موقع ويكي سكاي: DSS2, SDSS, GALEX, IRAS, Hydrogen α, X-Ray, Astrophoto, Sky Map, Articles and images